# Foreste pluviali di Seram
Le Foreste pluviali di Seram sono una ecoregione terrestre della ecozona australasiana appartenente al bioma delle Foreste pluviali di latifoglie tropicali e subtropicali (codice ecoregione: AA0118), che si sviluppa per circa 19.400 km2 sull'isola di Seram e su alcune altre isole circostanti delle Molucche in Indonesia.
Lo stato di conservazione è considerato relativamente stabile.
La regione forma, assieme alla ecoregione delle Foreste pluviali di Halmahera, l'ecoregione globale denominata Foreste umide delle Molucche, inclusa nella lista Global 200.

## Territorio
Questa ecoregione rappresenta le foreste semi-sempreverdi e umide di Seram e delle isole associate di Ambon, e gli arcipelaghi delle Isole Lease, Isole Gorom e Isole Watubela, che si trovano nella parte settentrionale dell'arcipelago indonesiano delle Molucche meridionali.
Le restanti isole Molucche appartengono ad altre ecoregioni: le Isole Sula sono incluse nelle Foreste pluviali di pianura di Sulawesi (AA0123), le Isole Aru nelle Foreste pluviali di pianura del Vogelkop e delle isole Aru (AA0128), l'isola di Buru è stata delineata come una distinta ecoregione, le Foreste pluviali di Buru (AA0104), infine la grande ecoregione delle foreste pluviali di Halmahera (AA0106) che include l'isola di Obi.
L'isola di Seram ha una superficie di circa 17.000 km2 e da sola costituisce circa l'87% del territorio dell'ecoregione, essendo le altre isole molto piò piccole. L'unica altra isola significativa è l'isola di Ambon che ha una superficie di circa 800 km2 e ospita la città più grande delle Molucche, Ambon che conta circa 362.000 abitanti.
L'interno dell'isola di Seram è montuoso, con diverse catene che raggiungono più di 1.000 m. Il punto più alto dell'isola è il monte Binaiya che raggiunge i 3.027 m. slm.
L'isola di Ambon e le restanti isole della regione hanno un andamento collinare e i rilievi non superano qualche centinaio di metri. Il punto più alto è il monte Salhatu di Ambon che raggiunge i 1.038 m. slm.
Seram e le altre isole dell'ecoregione si trovano sul lato esterno dell'Arco di Banda, una formazione tettonica costituita da un doppio arco insulare formatosi dalla collisione della placca indo-australiana con la placca eurasiatica, avvenuta circa 15-12 milioni di anni fa:
In base alla classificazione del sistema di zone climatiche di Köppen, questa ecoregione rientra nella zona climatica tropicale umida.
Seram e le altre isole che compongono questo territorio fanno parte di una regione biogeografica chiamata Wallacea caratterizzata da un elevato endemismo vegetale e animale. La linea di Wallace, che corre tra Bali e Lombok e tra Sulawesi e Borneo, segna la posizione di una profonda fossa oceanica e il punto in cui gli animali e le piante terrestri non potrebbero attraversare facilmente. Allo stesso modo, la linea di Lydekker, che corre tra Timor e la piattaforma australiana fino a Halmahera, Seram e la Nuova Guinea, segna il punto in cui la flora e la fauna dell'Australasia non potrebbero passare facilmente. Seram, Buru e le isole del mare di Banda, si trovano tra queste due linee.

## Flora

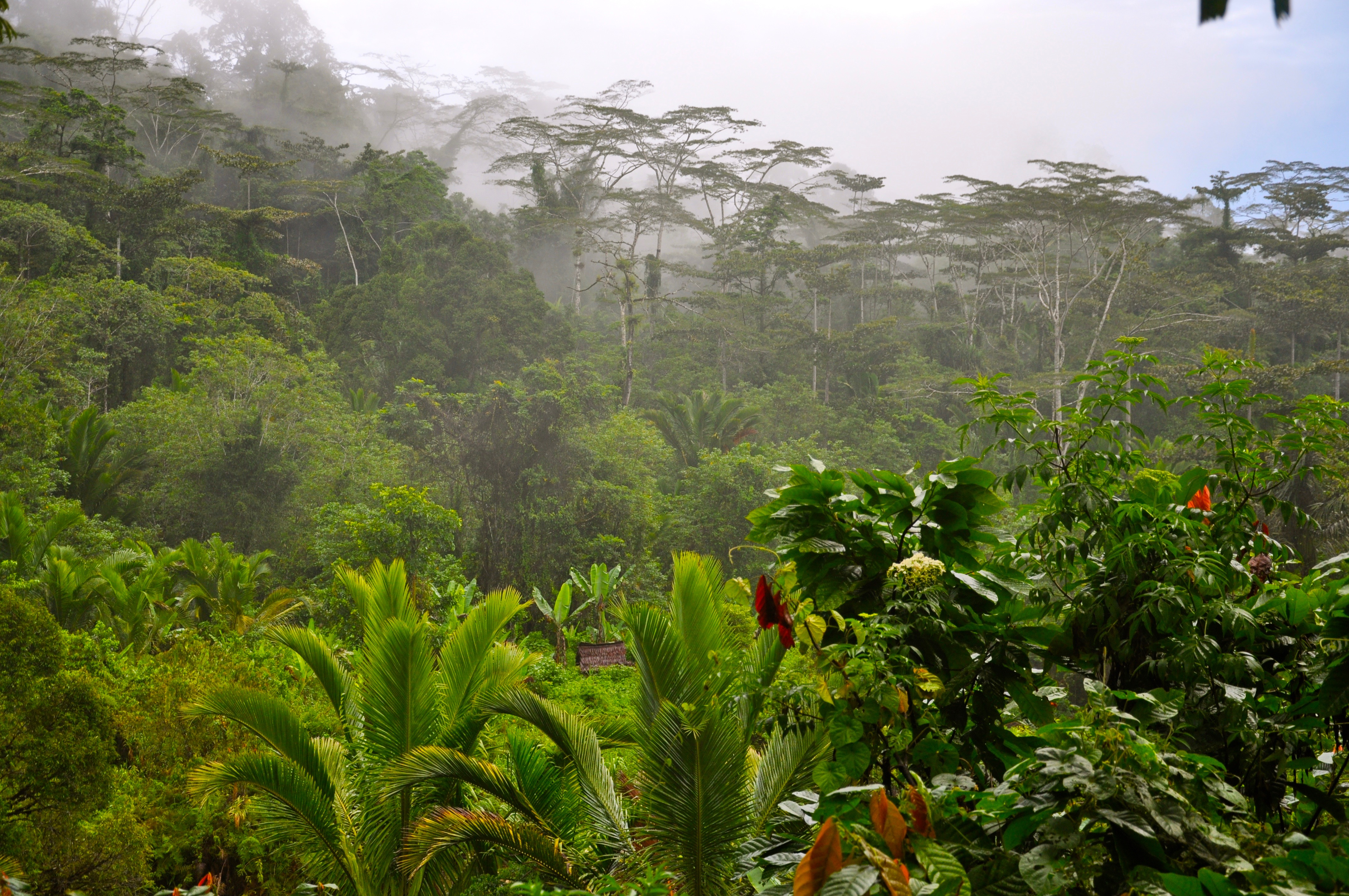
Foresta nel parco nazionale Manusela di Seram

La vegetazione naturale di Seram è costituita da foreste pluviali tropicali sempreverdi, semi-sempreverdi e montane. La foresta pluviale semi-sempreverde con alberi che raggiungono i 30 m o più è un tipo di foresta predominante in questa ecoregione. I rattan che superano i 100 m di lunghezza possono essere trovati nelle foreste mature. Gli strati intermedi e inferiori includono rappresentanti delle Amaryllidaceae, carici e grandi felci Angiopteris e Marattia, così come rampicanti come Freycinetia, Gnetum, Mucuna, Bauhinia, Piper e Smilax. La maggior parte delle foreste di dipterocarpi rimanenti sono dominate dall'endemica Shorea selanica, che può rappresentare circa il 30 percento dei singoli alberi e il 76 percento dell'area basale nella foresta. Sono comuni anche Anisoptera thurifera, Hopea gregaria, Hopea iriana, Hopea novoguineensis, Shorea assamica, Shorea montigena, Shorea selanica e Vatica rassak.
Questa ecoregione contiene anche macchie di rocce ultrabasiche. Le foreste su questi suoli sono generalmente povere di specie, basse e arbustive.
Nelle foreste montane di Seram, le Fagaceae sono rappresentate da sole due specie. Castanopsis buruana domina tra i 400 e i 1.400 m sopra il livello del mare, dove gli individui tendono a raggrupparsi, e Lithocarpus celebicus si trova lungo le creste. Oltre i 2.400 m sul monte Binaiya, un bosco basso e aperto di arbusti contiene Dacrydium spp., Myrica spp., Rapanea spp., Rhamnus spp., Rhododendron spp. e Vaccinium spp. Anche le felci arboree sono importanti e includono Cyathea binayana e Cyathea pukuana, che formano boschetti distintivi che sostengono molte felci epifite. Tasche di questa savana di felci arboree si estendono fino alla cima insieme a un bosco basso di Vaccinium. Nei punti più alti, dai 2.700 ai 3.000 metri sul livello del mare, predominano le praterie, caratterizzate da numerose erbe endemiche come la Viola binayensis, la Pterostylis papuana e l'Euphrasia ceramensis.

## Fauna

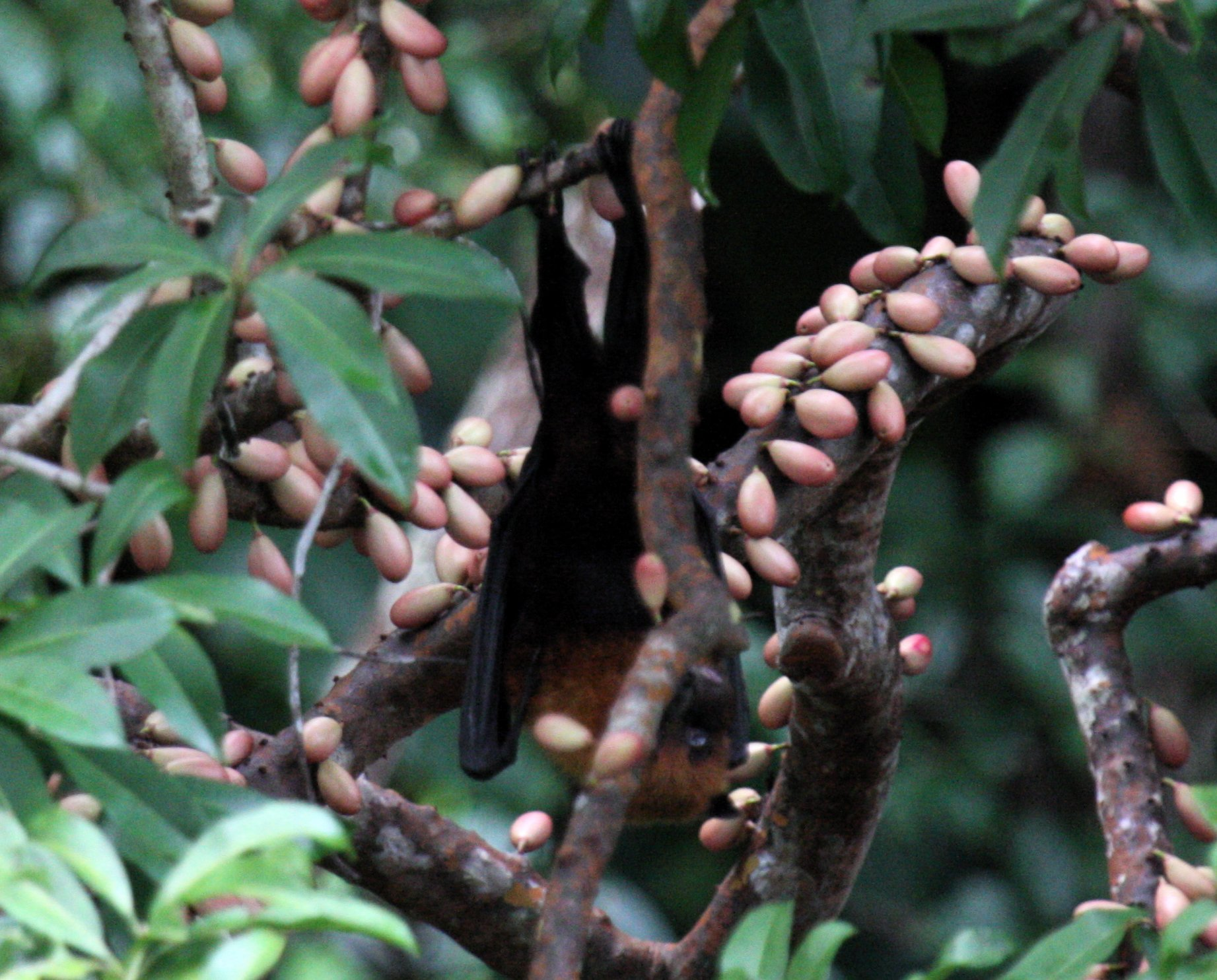
Pteropus chrysoproctus, Molucche, 2008

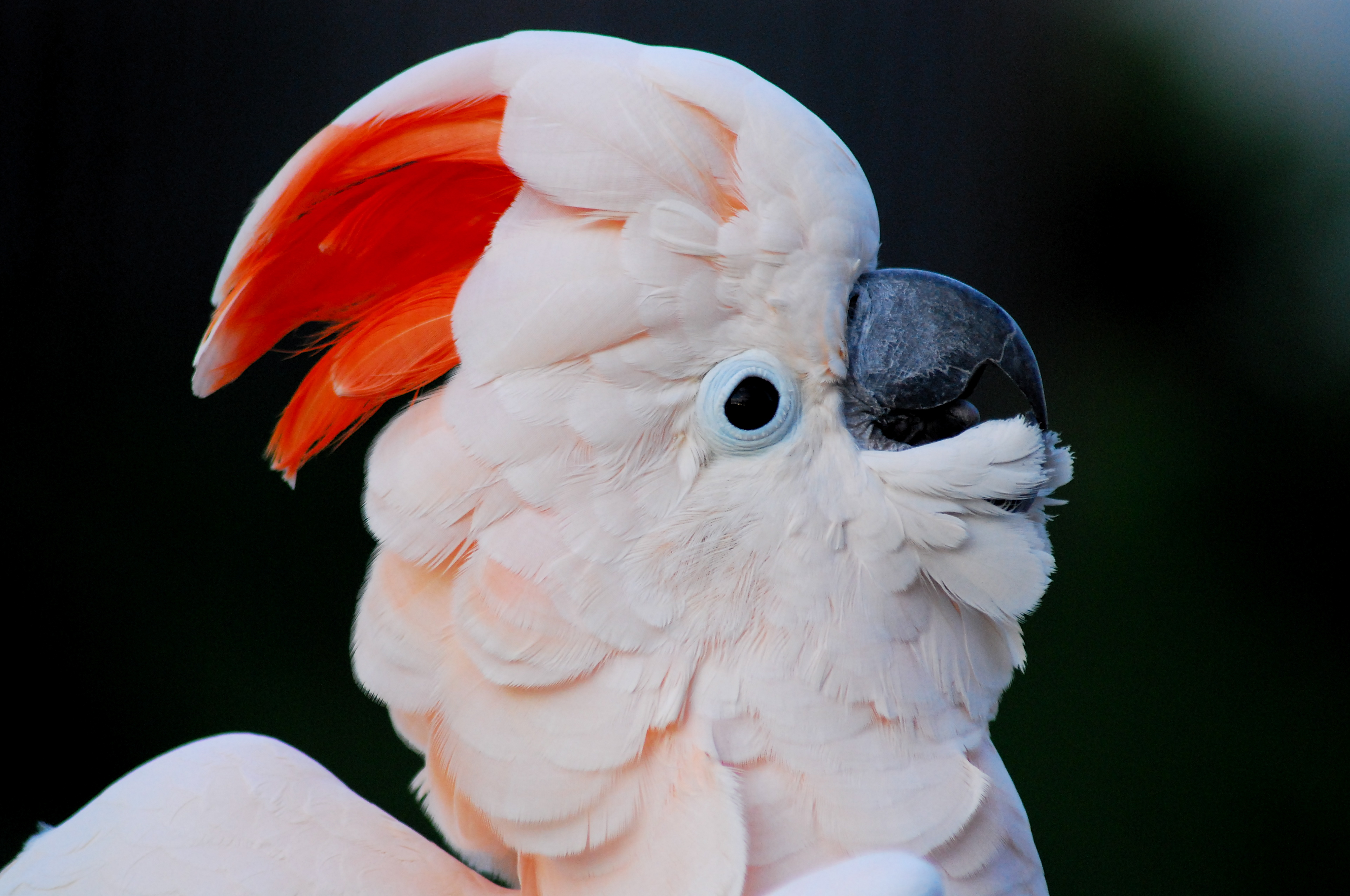
Cacatua dal ciuffo salmone (Cacatua moluccensis)

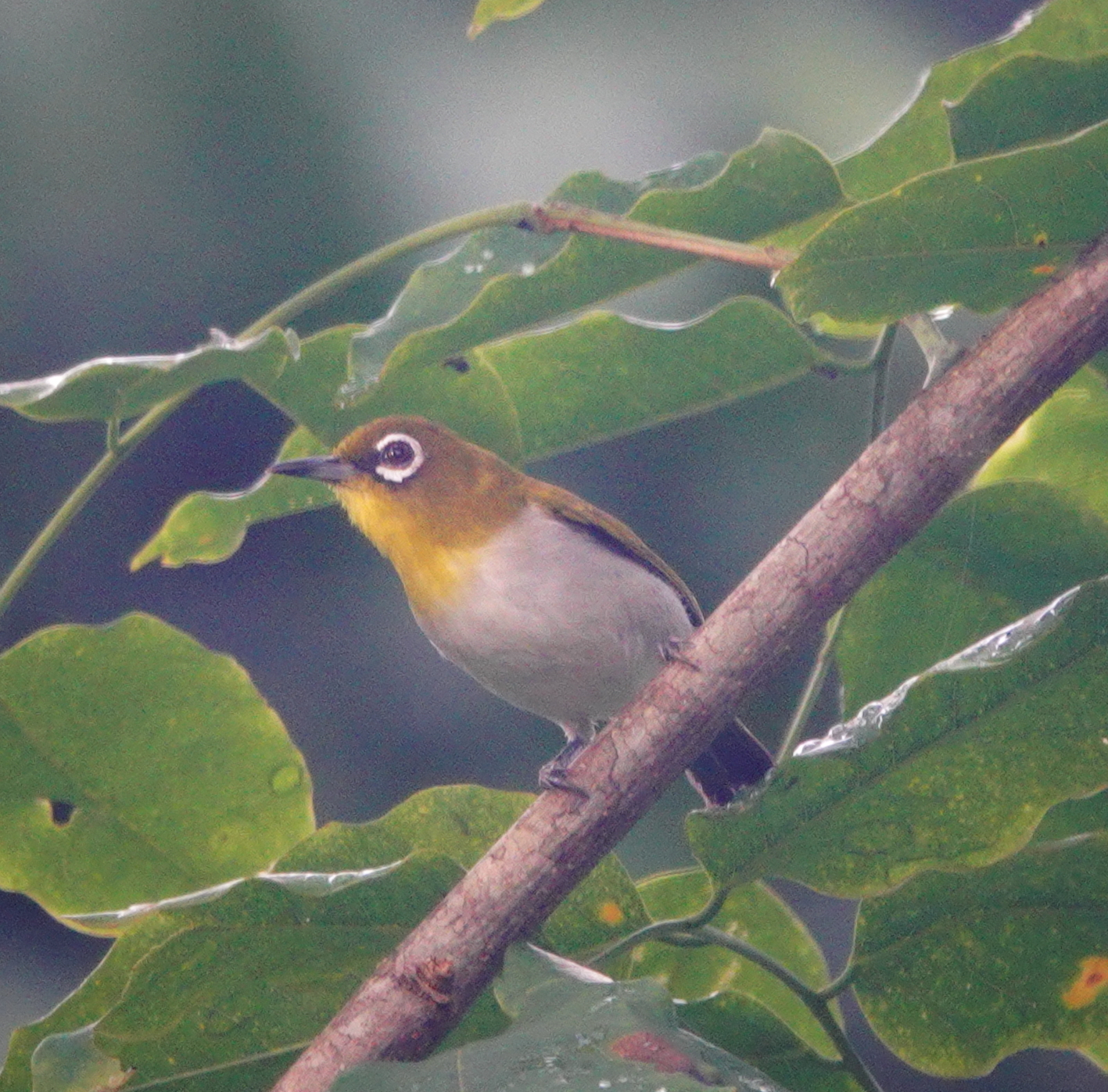
Zosterops kuehni, isola di Ambon, 2022

Questa ecoregione rientra nella zona biogeografica Wallacea e quindi presenta una miscela di fauna asiatica e australiana. Tuttavia la diversità complessiva in questa ecoregione è medio-bassa se confrontata con quella di altre ecoregioni in Indo-Malesia.
L'area montana di Seram ospita il maggior numero di mammiferi endemici di qualsiasi isola della regione. L'ecoregione ospita trentotto specie di mammiferi e include nove specie endemiche o quasi endemiche, molte delle quali sono limitate agli habitat montani. La volpe volante di Seram (Pteropus ocularis) e il ratto spinoso di Seram (Rattus feliceus) sono considerati vulnerabili. I mammiferi trovati su Seram includono specie asiatiche (roditori muridi) e marsupiali australasiatici.
Altre specie endemiche o quasi endemiche della regione includono:
- Rhynchomeles prattorum;
- Pteropus chrysoproctus;
- Melomys aerosus;
- Melomys fraterculus;
- Stenomys ceramicus.

L'ecoregione ospita circa 213 specie di uccelli, tra cui 33 specie endemiche ecoregionali. L'ecoregione corrisponde all'Endemic Bird Area (EBA) di Seram.
L'EBA contiene trenta specie a raggio limitato, tra cui quattordici che non si trovano in nessun altro luogo sulla Terra. Cinque specie sono minacciate. Il vulnerabile megapodio delle Molucche (Megapodius wallacei) si trova anche su Buru e Halmahera. Le restanti quattro specie non si trovano in nessun altro luogo: il monarca dal mento nero (Monarcha boanensis) in via di estinzione e il vulnerabile cacatua dal ciuffo salmone (Cacatua moluccensis), il lori nucaviola  (Lorius domicella) e il martin pescatore lazuli (Todiramphus lazuli). Il bicolore occhio bianco (Tephrozosterops stalkeri), l'unico membro del suo genere, si trova anche solo su Seram. 
I quattordici uccelli endemici a raggio ristretto possono essere suddivisi in tre gruppi: cinque specie che si trovano generalmente nelle foreste di pianura (sotto i 1.000 m), tre specie che si trovano nelle foreste montane sopra i 1.000 m e sei specie che si trovano sia in habitat di pianura che montani. L'ecoregione ospita anche l'uccello più grande delle Molucche, il casuario australiano (Casuarius casuarius).
Altre specie di uccelli endemici o quasi endemici della regione sono:
- Accipiter erythrauchen o sparviero delle Molucche;
- Eos semilarvata o lori guanceblu;
- Lichmera monticolai o succiamiele di Seram;
- Myzomela blasii o mizomela scialba;
- Philemon subcorniculatus o uccello frate di Seram;
- Rhipidura dedemi o codaventaglio pettostriato;
- Oriolus forsteni o 'oriolo di Seram;
- Basilornis corythaix o storno reale di Seram;
- Zosterops kuehni o Occhialino di Ambon;
- Lophozosterops pinaiae o Occhialino monaco.

## Conservazione

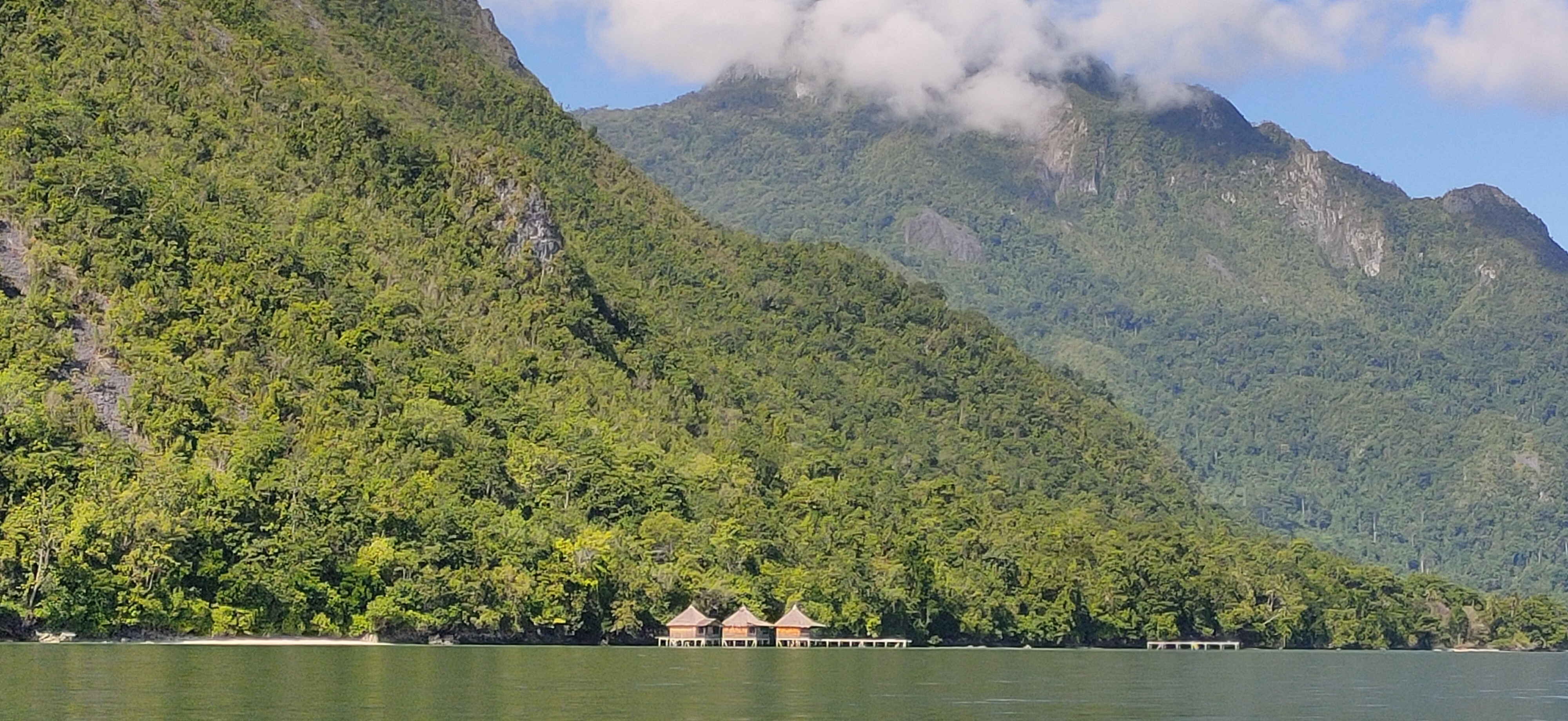
Parco nazionale di Manusela, 2022

Quasi un quinto della foresta originaria di questa ecoregione è stata disboscata, principalmente lungo la costa settentrionale. Tuttavia, esistono ancora ampie aree di foresta contigua e intatta. Pertanto, lo stato di conservazione di questa ecoregione è relativamente stabile.
Le principali minacce all'ecoregione derivano dal disboscamento per il commercio della pregiata specie endemica di Shorea selanica.  I migliori boschi di dipterocarpi sono stati impoveriti dai taglialegna commerciali prima degli anni '50, e molte altre specie sono state sfruttate eccessivamente dal disboscamento intensivo negli anni '70. Il commercio di fauna selvatica è un'altra minaccia significativa. I pappagalli vengono catturati ed esportati per il commercio di animali domestici, con molte vittime.
Nella regione vi sono diverse aree protette. La più grande di esse è il Parco nazionale Manusela, che ha una superficie di più di km2. Questa riserva, con un'ampia gamma di tipi di foresta, conserva il casuario (Casuarius casuarius).
Oltre al suddetto parco nazionale, altre significative aree protette sono:
- Riserva naturale di Wae Bula, nella parte nord-orientale dell'isola di Seram;
- Riserva naturale di Gunung Sahuwai, nella penisola occidentale di Seram (Reggenza di Ceram Occidentale);
- Riserva naturale di Pulau Kassa, sull'isola di Kassa, nella Baia di Piru;[7]
- Riserva naturale di Pulau Pombo, sull'isola di Pombo nello Stretto di Haruku;[8]